# Lycée Alaoui
Le lycée Alaoui (arabe : المعهد العلوي) est un établissement d'enseignement secondaire tunisien, fondé le 14 décembre 1884 à Tunis, capitale de la Tunisie, à l'initiative d'Ali III Bey. Issu d'une réorganisation du collège Alaoui, c'est l'un des plus anciens lycées de la ville. Il a largement contribué à la formation des élites de la Tunisie moderne.
Le bâtiment actuel est inauguré en 1909 au numéro 2 de la rue d'Arles, devenue rue Tahar-Haddad.

## Histoire
L'origine du lycée remonte à la fondation du collège Alaoui, sous le règne et en présence d'Ali III Bey dont il porte le nom. Cet établissement est initialement logé dans un bâtiment construit en 1860 sur l'emplacement de la médersa du cheikh Ben Mlouka dans le sud-ouest de Tunis, à proximité de la porte El Gorjani. Situé sur la colline du même nom, à proximité de la caserne du 4e régiment de zouaves (future caserne Saussier), et jouissant d'une belle vue sur le faubourg de Bab El Jazira, il regroupe l'École normale primaire destinée à former des instituteurs et une école dite « école annexe » assurant l'enseignement primaire de garçons. Ces deux établissements, qui comptent 530 élèves en 1901 (dont 118 à l'école normale et 412 à l'école annexe) sont maintenues dans leurs locaux quand, en 1909, les classes d'enseignement primaire supérieur (futur lycée Alaoui) déménagent dans les nouveaux bâtiments de la rue d'Arles.
Une Association amicale des anciens élèves du collège Alaoui, fondée dès 1892 et dont la première assemblée générale s'est tenu le 27 novembre 1901, a peu à peu vu ses activités décliner. Elle est réanimée en 1975 par des élèves du lycée Aloui sous la désignation d'« Association des anciens élèves du lycée Alaoui ».

## Lycée

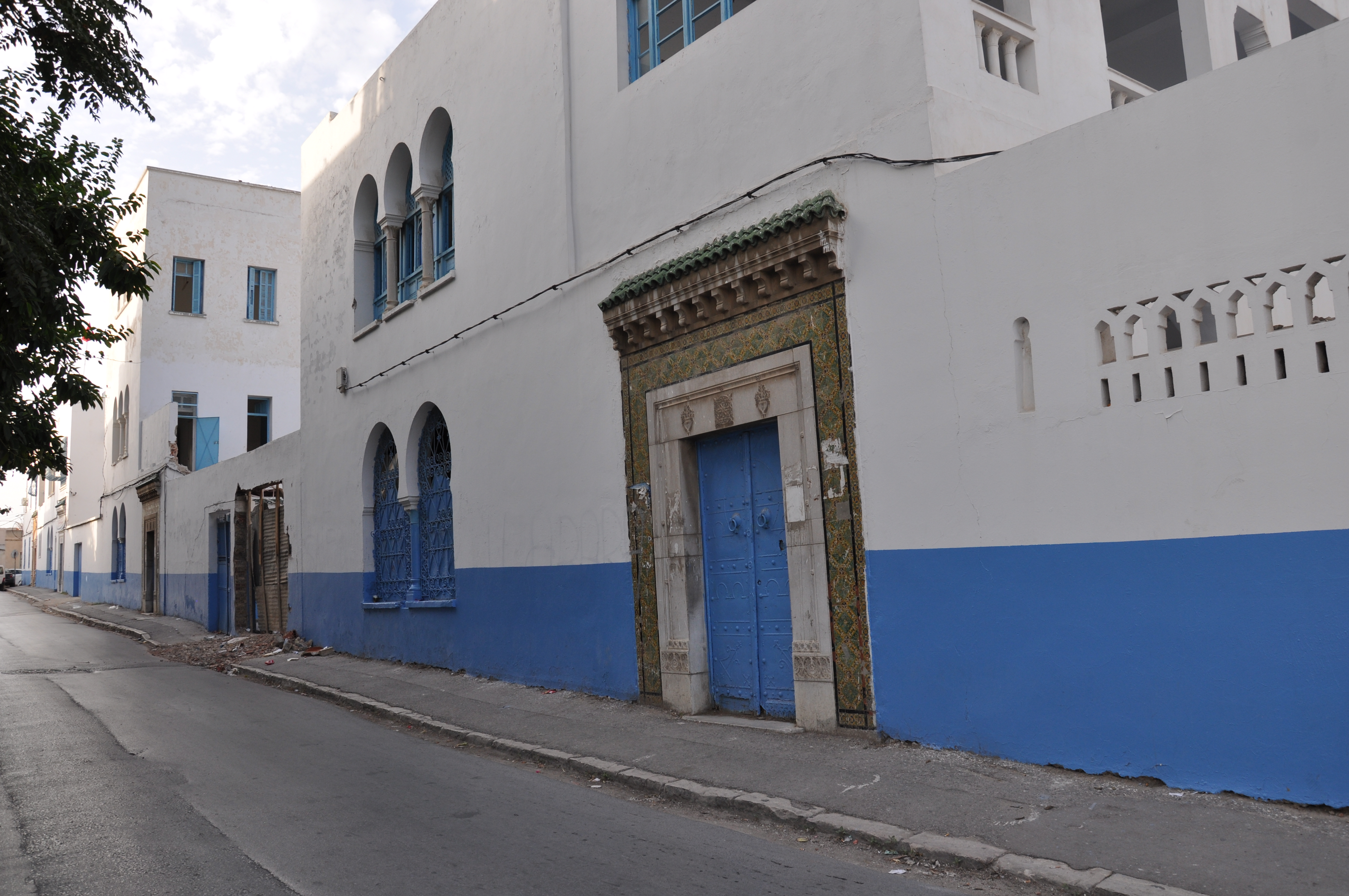
Façade du lycée vue de l'extérieur.

Le lycée occupe un espace de 3 000 m2. Classé monument historique par le décret n°92-1815 du 19 octobre 1992, l'édifice est constitué d'un sous-sol, d'un rez-de-chaussée et d'un premier étage surélevé en partie en deuxième étage. Il comprend également trois cours principales donnant sur les salles de classe et les bureaux de l'administration.

## Proviseurs
- 1884-1881 : Moncef Habcha
- 1881-1884 : Mohamed Gorjani
- 1884-1887 : Paul Castéran
- 1887-1889 : Alfred Perrin
- 1889-1908 : Benjamin Buisson
- 1908-1913 : Gaston Loth
- 1913-1934 : Henri Bec
- 1934-1940 : Émile Vallet
- 1941-1953 : Roger Labarde
- 1953-1956 : André Bramerey
- 1956-1968 : Ahmed El Fani
- 1968-1982 : Mohamed Sadok Bouden
- 1982-1995 : Ali Houssi
- 1995-1996 : Abdelwahab El Homri
- 1996-2000 : Omar Kamoun
- 2000-2003 : Salah Eddine Guitouni
- 2003-2009 : Najia Ayachi
- 2009-202.. : Rafik Chaouch

## Anciens élèves
- Abdelwahab Abdallah, homme politique
- Ridha Belhaj, homme politique
- Moncef Bel Hadj Amor, homme politique
- Abdellatif Ben Ammar, réalisateur
- Tahar Ben Ammar, homme politique
- Refâat Chaâbouni, universitaire et homme politique
- Hédi M'henni, homme politique
- Jean Ollivier, journaliste, auteur de bande dessinée et de littérature jeunesse
- Mohamed Saâda, musicologue, chef d'orchestre et compositeur
- Abderrahim Zouari, homme politique